# Die Natürlichen Pflanzenfamilien

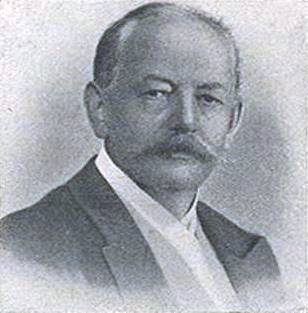
Karl Anton Eugen Prantl

Die Natürlichen Pflanzenfamilien, (abreujat com Nat. Pflanzenfam.), és un treball científic de botànica amb il·lustracions i descripcions que va ser escrit per Karl Anton Eugen Prantl conjuntament amb Heinrich Gustav Adolf Engler i publicat a Leipzig, en forma de sèrie en els anys 1887-1915, sota el nom de Naturlichen Pflanzenfamilien. Nachträge zum II bis IV Teil.

## Publicació
- Sèrie nº 1, p. [1]-96, Jul 1897; p. 97-192, Aug 1897; p. 193-288, Oct 1897; p. 289-336, Nov. 1897; p. 337-380 [i], Dec 1897. Nachtr.
- Sèrie nº 2 [i-iii] [1]-84, 8 Oct 1900; Nachtr.
- Sèrie nº 3 [1]-96, Apr 1906; p. 97-192, Nov 1906; p. 93-288, Jun 1907; p. 289-379, Feb 1908; [i, cont.], [i-iii] t.p. Nactr. 2/3 [i], Feb 1908. Nachtr.
- Sèrie nº 4 [1]-96, Apr 1914; p. 97-192, Jun 1914; p. 193-288, Jan 1915 or Dec 1914; p. 289-381, [i], Sep 1915